# Анаколь
Анаколь (каз. Анакөл) — село в Кармакшинском районе Кызылординской области Казахстана. Входит в состав Кармакшинского сельского округа. Код КАТО — 434657300.

## Население
В 1999 году население села составляло 22 человека (13 мужчин и 9 женщин). По данным переписи 2009 года, в селе проживало 26 человек (14 мужчин и 12 женщин).